# K2-110
Désignations
K2-110, aussi connu comme EPIC 212521166 et 2MASS J13492388-1217042, est un système planétaire constitué d'une vieille étoile naine orange autour de laquelle gravite une planète de la masse de Neptune mais de densité terrestre. Le système est distant de ∼ 381 a.l. (∼ 117 pc) de la Terre.